# Live by the Sea
Albums de Oasis
…There and Then
(1996)
Live by the Sea est un concert d'Oasis enregistré au Cliffs Pavilion de Southend-on-Sea le 17 avril 1995. D'abord paru en VHS le 3 octobre 1995, il est sorti en DVD début 2002, avec en bonus les vidéos de Rock 'n' Roll Star et Cigarettes & Alcohol. Il s'agit de l'une des dernières prestations du batteur Tony McCarroll avec le groupe, qui est viré à la fin du mois d'avril 1995.
Le titre est tiré d'une ligne du morceau (It's Good) To Be Free, face B du single Whatever et présent sur la compilation The Masterplan.

## Liste des titres
1. Rock 'n' Roll Star
2. Columbia
3. Digsy's Dinner
4. Some Might Say
5. Live Forever
6. Up In The Sky
7. Acquiesce
  - Noel joue les premières notes de Sally Cinnamon des Stones Roses à la fin du morceau
8. Headshrinker
9. (It's Good) To Be Free
10. Cigarettes & Alcohol
11. Married With Children
12. Sad Song
13. D'yer Wanna Be A Spaceman?
  - Cette chanson n'est cependant pas interprétée dans son intégralité, Noel commettant une erreur qui le pousse à abandonner
14. Talk Tonight
15. Slide Away
16. Supersonic
17. I Am the Walrus

## Clips
1. Rock 'n' Roll Star
2. Cigarettes & Alcohol